# Lena Degenhardt
Lene Sophia Degenhardt (født 31. maj 1999 i Albstadt, Tyskland) er en kvindelig tysk håndboldspiller, der spiller for TuS Metzingen i Handball-Bundesliga Frauen og Tysklands kvindehåndboldlandshold.
Hun blev udtaget til landstræner Henk Groeners trup ved VM i kvindehåndbold 2021 i Spanien, hvor det tyske hold blev nummer 7.